# 拉夫爾·科爾尼洛夫
拉夫尔·格奥尔基耶维奇·科尔尼洛夫（俄语：Лавр Гео́ргиевич Корни́лов，1870年8月18日—1918年4月13日），俄国西伯利亚哥萨克（父系）─卡尔梅克/阿尔泰人（母系）裔將領、军事情报官、探险家，一战及俄国内战时期俄罗斯帝国陆军上將。

## 生平
1885年进入鄂木斯克军事学校。1889年进入圣彼得堡米哈伊洛夫炮兵学院。1892年到突厥斯坦军区任中尉。随后领导了几次在东土耳其斯坦（即新疆）、阿富汗、波斯的探险，学了几门中亚语言，写了详尽的考察报告。1897年从总参军事学院毕业，回到突厥斯坦军区任情报军官。
担任第一步兵旅参谋长的职务参加日俄战争，晋升为上校。1907年至1911年任俄駐華使館武官，并学习了中文，与蒋介石会面。1911年2月2日任爱沙尼亚第八步兵团团长，不久升任驻符拉迪沃斯托克的第9西伯利亚步兵师师长。
第一次世界大战爆发后，1914年8月任西南方面军第八集团军第24军第48步兵师师长。1915年2月晋升少将军衔。1915年4月掩护布鲁西洛夫撤退，被奥匈帝国军队俘获，1916年7月疯狂喝水造成心跳加速，在送医的过程中侥幸逃脱，伪装成一名奥地利士兵，在一个牧羊人的帮助下游过多瑙河回到了俄军控制的区域。此举令他一下子成为名震俄国的英雄，沙皇亲自接见，还授予给他一枚英雄勋章。1916年任西南战线第25步兵军军长。
二月革命后，被临时政府重用，是临时政府陆军部长亚历山大·古契科夫的亲信，1917年3月2日被十月党领袖米哈伊尔·罗江科任命为彼得格勒军区司令官。1917年3月8日，亲自到亞歷山大宮逮捕了亚历山德拉·费奥多罗芙娜皇后及其孩子，用300人革命部队取代了沙皇卫队。1917年5月被任命为第八集团军司令、6月27日晋升步兵上将，7月7日升为西南方面军司令官。7月8日，他发密电给最高统帅阿列克谢·阿列克谢耶维奇·布鲁西洛夫，要求同意他用一切手段来恢复秩序，他禁止士兵集会，废除士兵宣言，枪毙逃兵，把他们的尸体摆在大路边并书写罪名。《俄语报》把他的密码电报公开发表， 一时间成了有产者的救星。1917年7月19日被临时政府任命为俄国军队最高总司令官，取代了布鲁西洛夫元帅。他要求授予他近乎独裁的权利。他进入彼得堡后和临时政府的人相处的很不愉快。早在八月初，科尔尼洛夫就下令将“野蛮师”和骑兵第三军从西南前线调到尼维尔－诺伏索可尼基－维里基路基这个三角形铁路地带来，藉口做保卫里加的后备队。这是进攻彼得格勒时一个很便利的根据地。科尔尼洛夫又调动一个哥萨克师到维包格和白俄罗斯中间的地带来，他解释这是为了应对可能对芬兰的作战的准备。9月2日他被议会撤销一些职务并关押。1917年9月7日，他的支持者骑兵第三军向彼得格勒开进，声称除了他不听任何人的命令。并向首都调遣“突击营”和装甲车，要求临时政府辞职，軍事政變意圖推翻亚历山大·克伦斯基為首的俄國臨時政府，取締彼得格勒蘇維埃，但最後事敗被捕。该事件引起了使民情倒向支持布尔什维克，使其實力得以壯大，間接导致了日後臨時政府的倒台。
十月革命后，他在1918年初指挥志愿军到达库班（即冰上行军）并于4月10日起围攻叶卡捷琳诺达尔，但4月13日，一颗红军炮弹击中了他居住的农舍并将他炸死。尽管他的同袍将其秘密埋葬，但不久后红军又将其遗体挖出，并在附近村庄示众，然后焚毁于附近的垃圾场。

## 外部連結
- Danilov, Yuri; Vinogradoff, Paul. .  第12版. 1922.
- Елена Семёнова. Фаталист. Генерал Л. Г. Корнилов
- Данилов В. С. К 120-летию со дня рождения Л. Г. Корнилова // журнал «Кадетская перекличка», № 49, 1990.

1. ↑  Rappaport, Four Sisters (2014), p. 295